# Pavel Fedotov
Pavel Andrejevič Fedotov (4. července 1815 – 26. listopadu 1852) byl amatérský ruský malíř známý jako ruský Hogarth.[zdroj?] Tento umělec zemřel v 37 letech v psychiatrické léčebně.

## Biografie
Fedotov byl důstojník carské stráže Sankt Petěrburgu. Jako mnoho z jeho kolegů v té době, se zajímal o umění. Hrál na flétnu a chodil do večerní školy, kde se učil malířství. Fedotov se rozhodl zaměřit se na malování a odešel z armády v roce 1844. Nejprve k malování používal tužku a vodové barvy, ale v roce 1846 přešel k olejomalbě.
Fedotov si užil velice krátké období svého úspěchu v Sankt Petěrburgu na výstavách v roce 1849 a 1850, poté se Fedotov stal v důsledku revoluce v roce 1848 a jeho úzké vazby na Petraševského terčem pronásledování vlády.

## Dílo

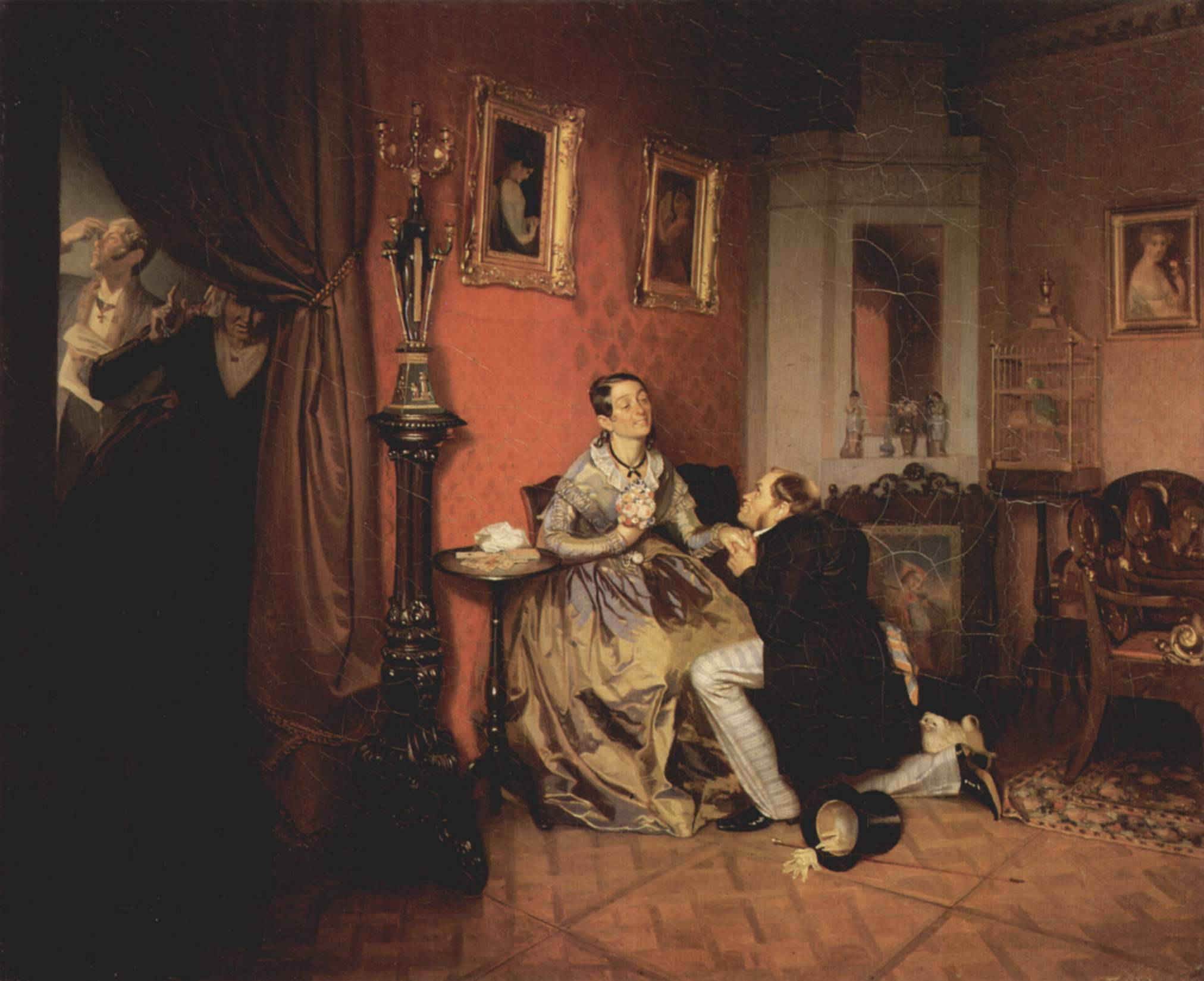
Náročná nevěsta, 1842
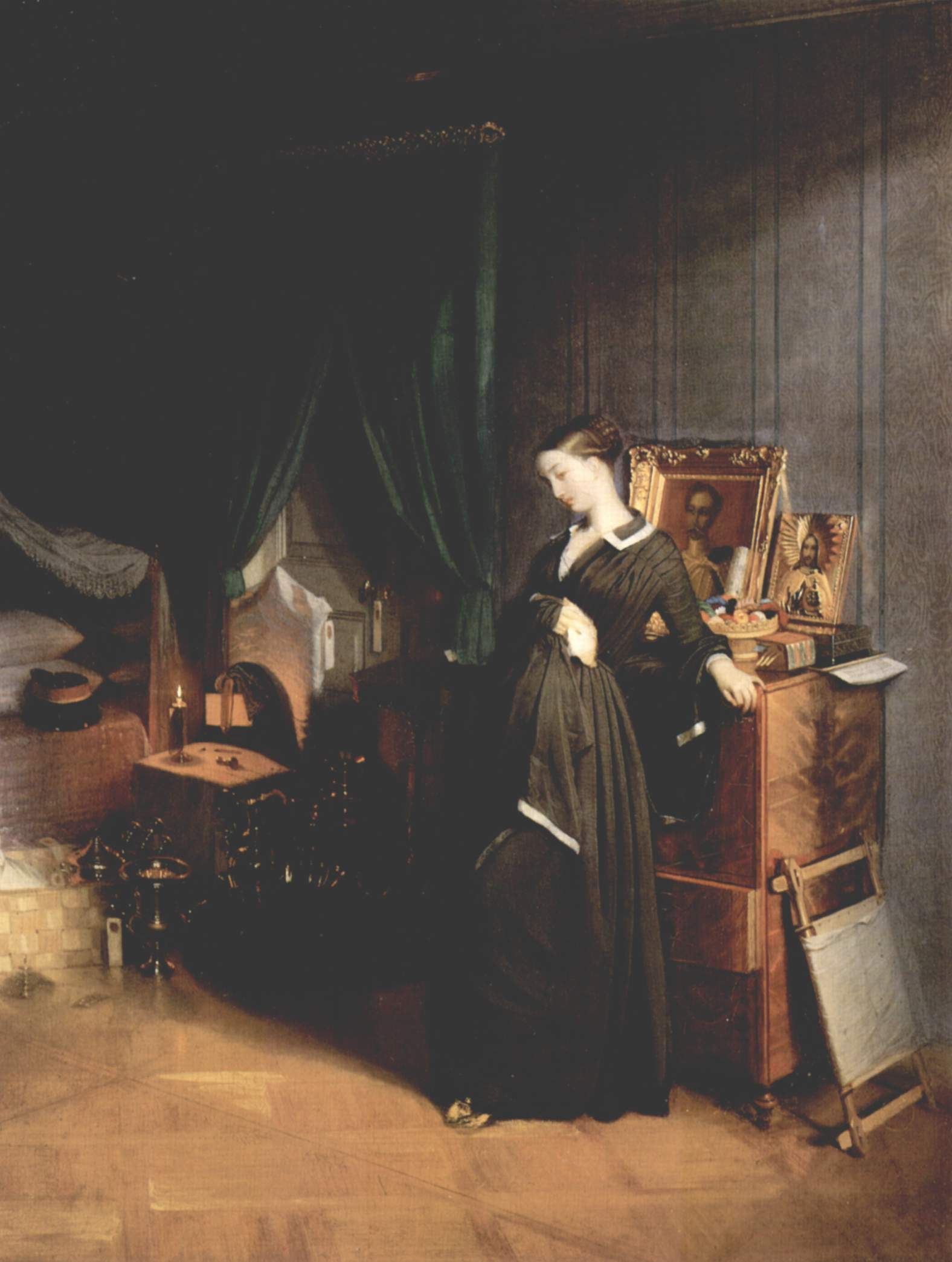
Mladá vdova, 1851
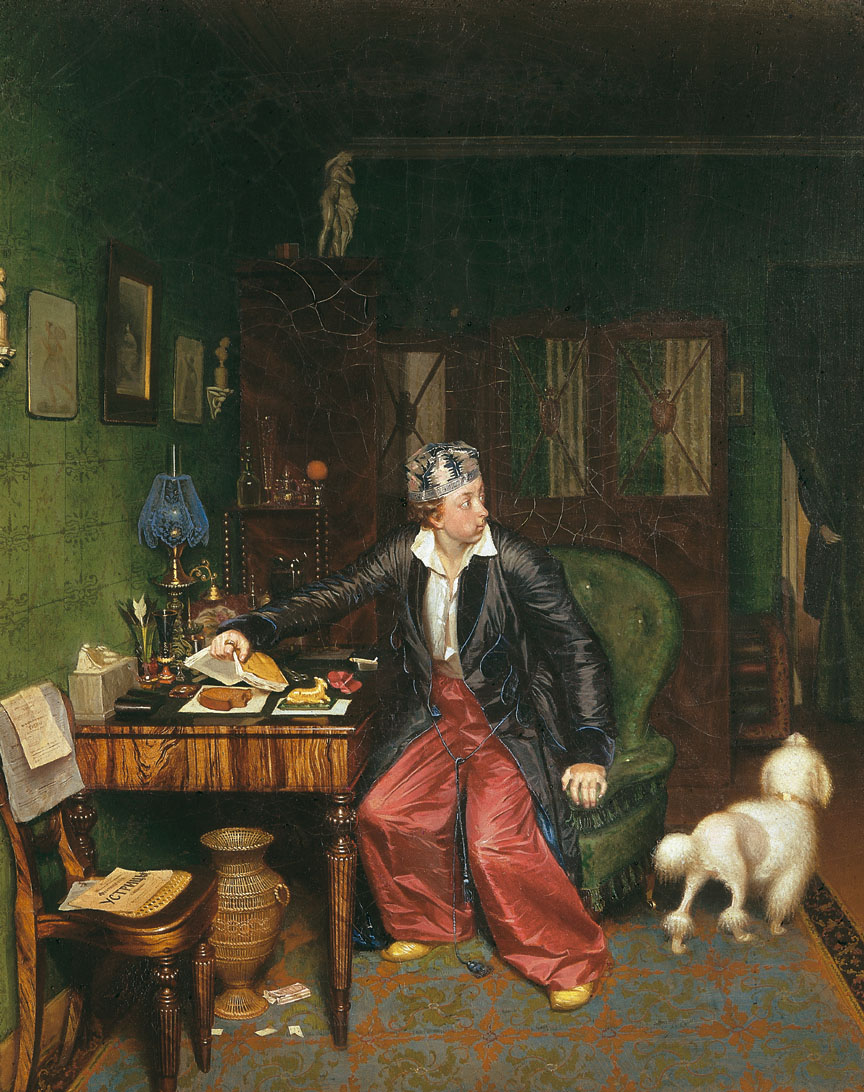
Snídaně aristokrata
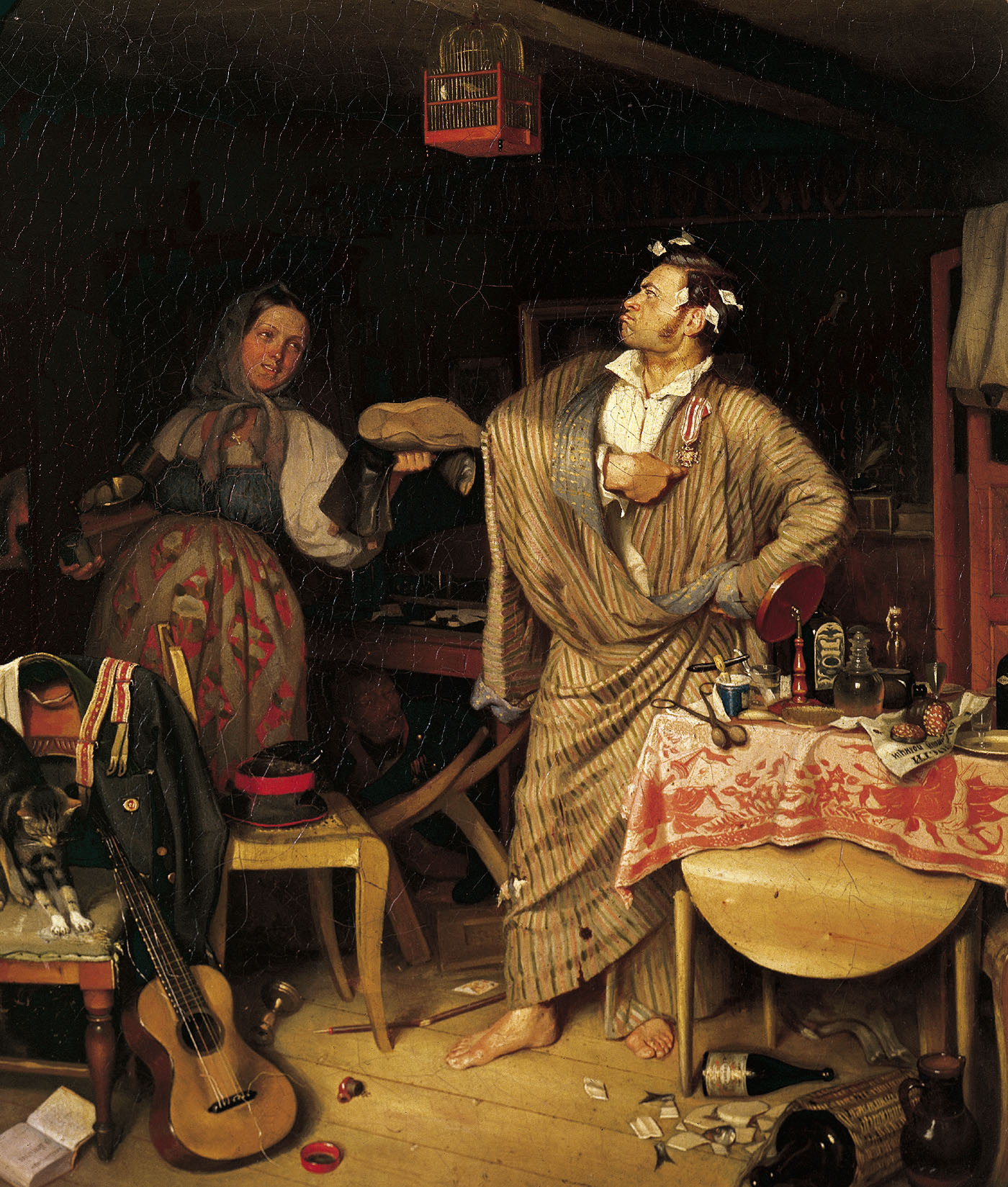
Svěží kavalír
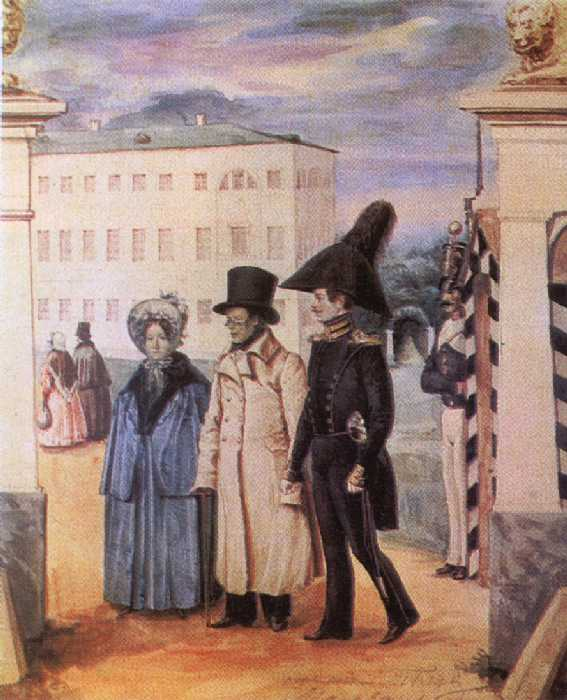
Procházka, 1837
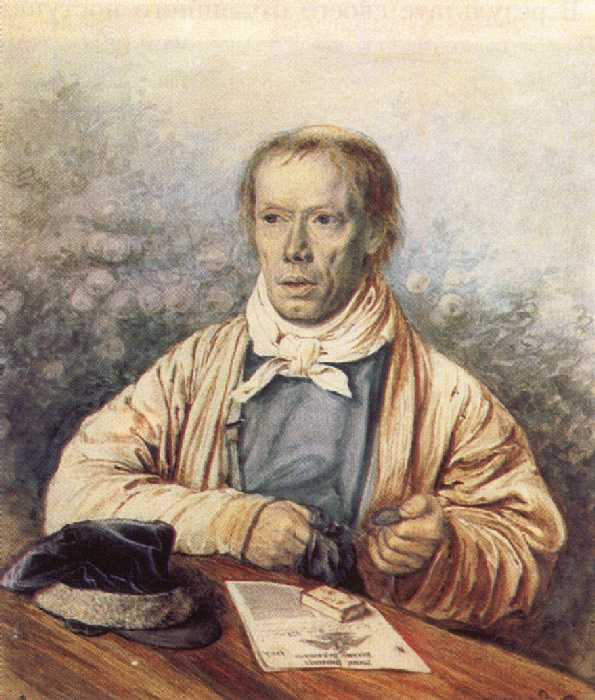
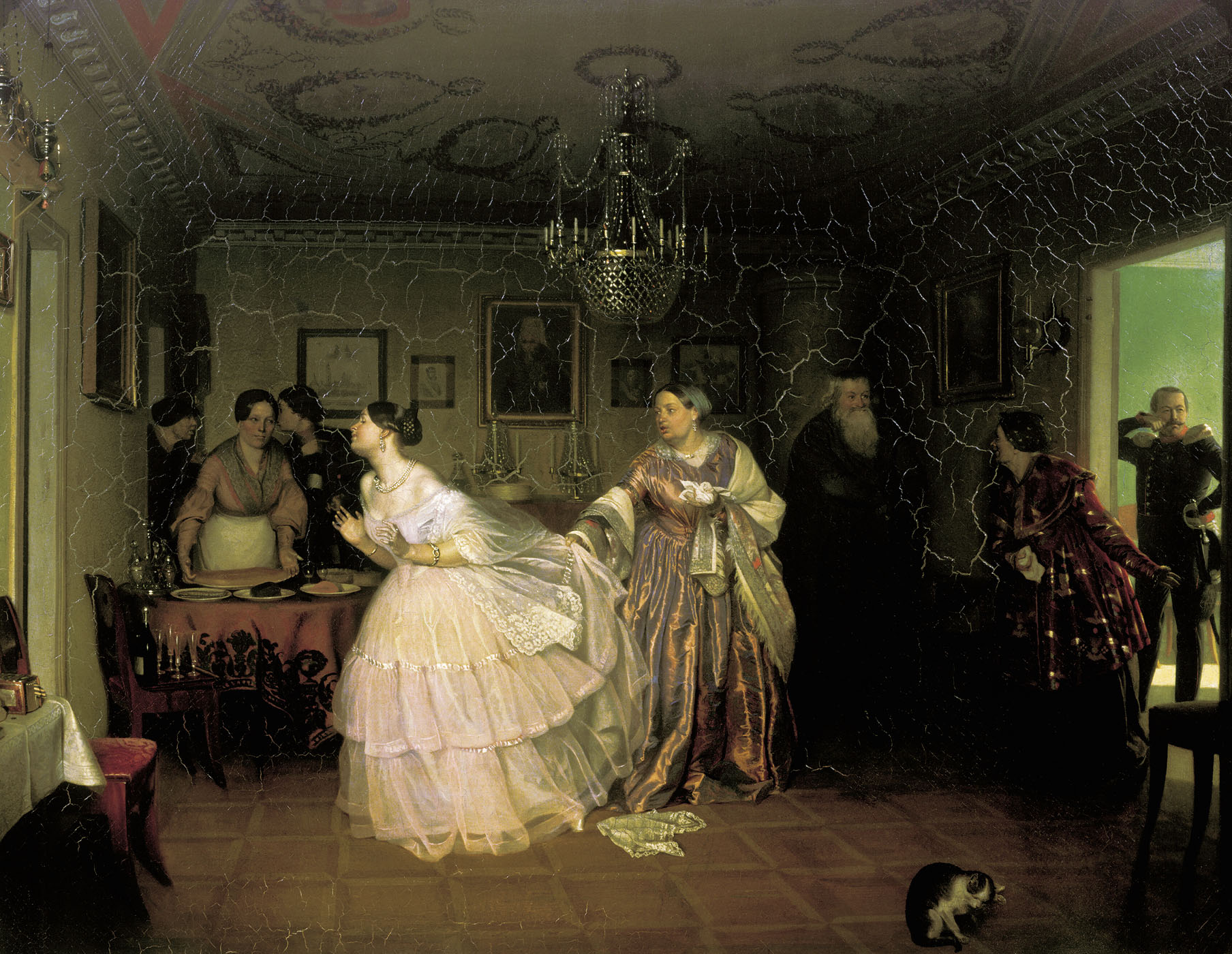
Majorovy námluvy, 1848
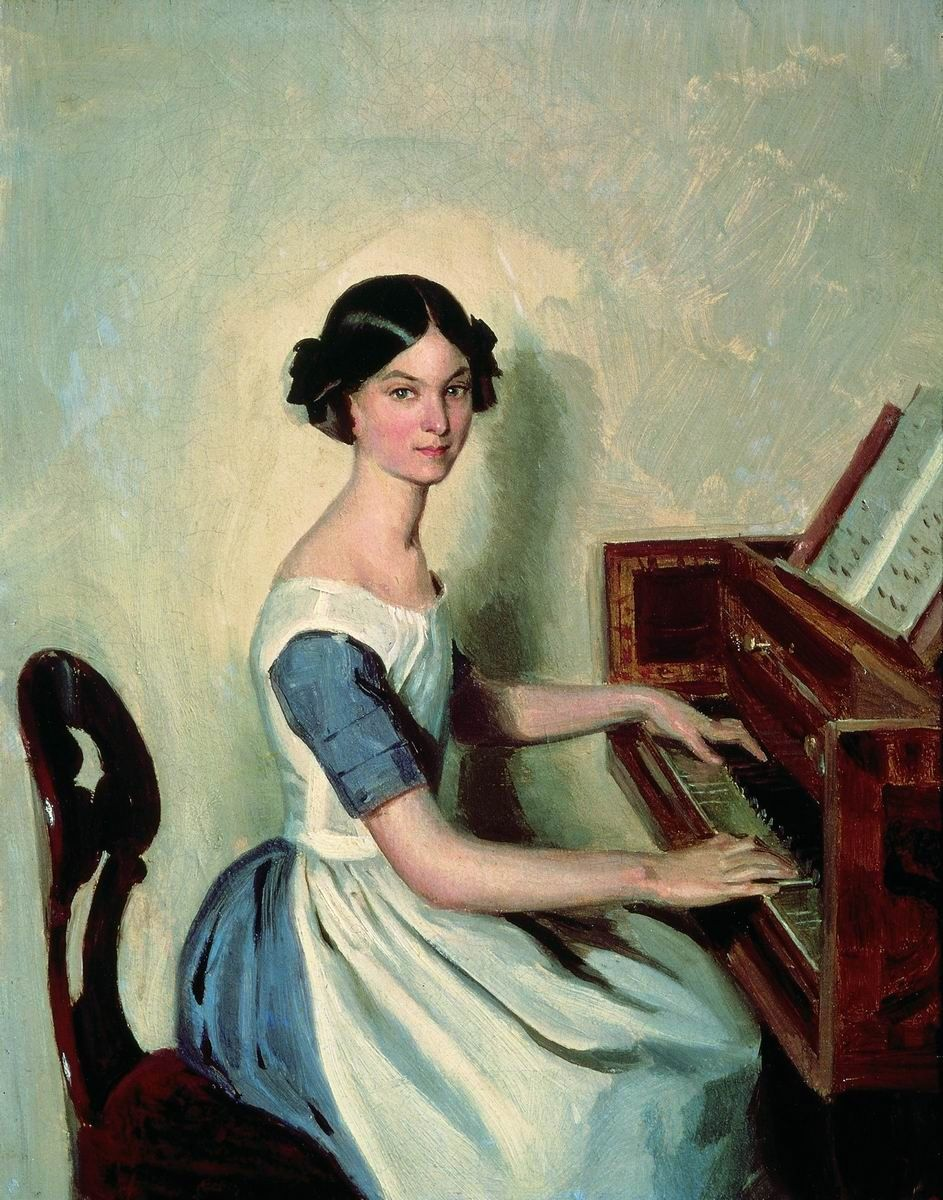
Portrét N. P. Ždanovičové hrající na cembalo